# Новый (Пермский район)
Новый — посёлок в Пермском районе Пермского края. Входит в состав Юго-Камского сельского поселения.

## Географическое положение
Расположен на правом берегу реки Пизя, примерно в 20 км к юго-востоку от административного центра поселения, посёлка Юго-Камский.

## Население
| 2010 |
| ---- |
| 552  |

## Улицы[2]
- Зелёная ул.
- Кордонная ул.
- Лесная ул.
- Логовая ул.
- Луговская ул.
- Первомайская ул.
- Подгорная ул.
- Садовый пер.
- Советская ул.
- Сосновая ул.
- Трактовая ул.
- Южная ул.
- Земляничная ул.

## Топографические карты
- Лист карты O-40-88 Новый. Масштаб: 1 : 100 000. Состояние местности на 1988 год. Издание 1990 г.